# Joseph von Aschbach

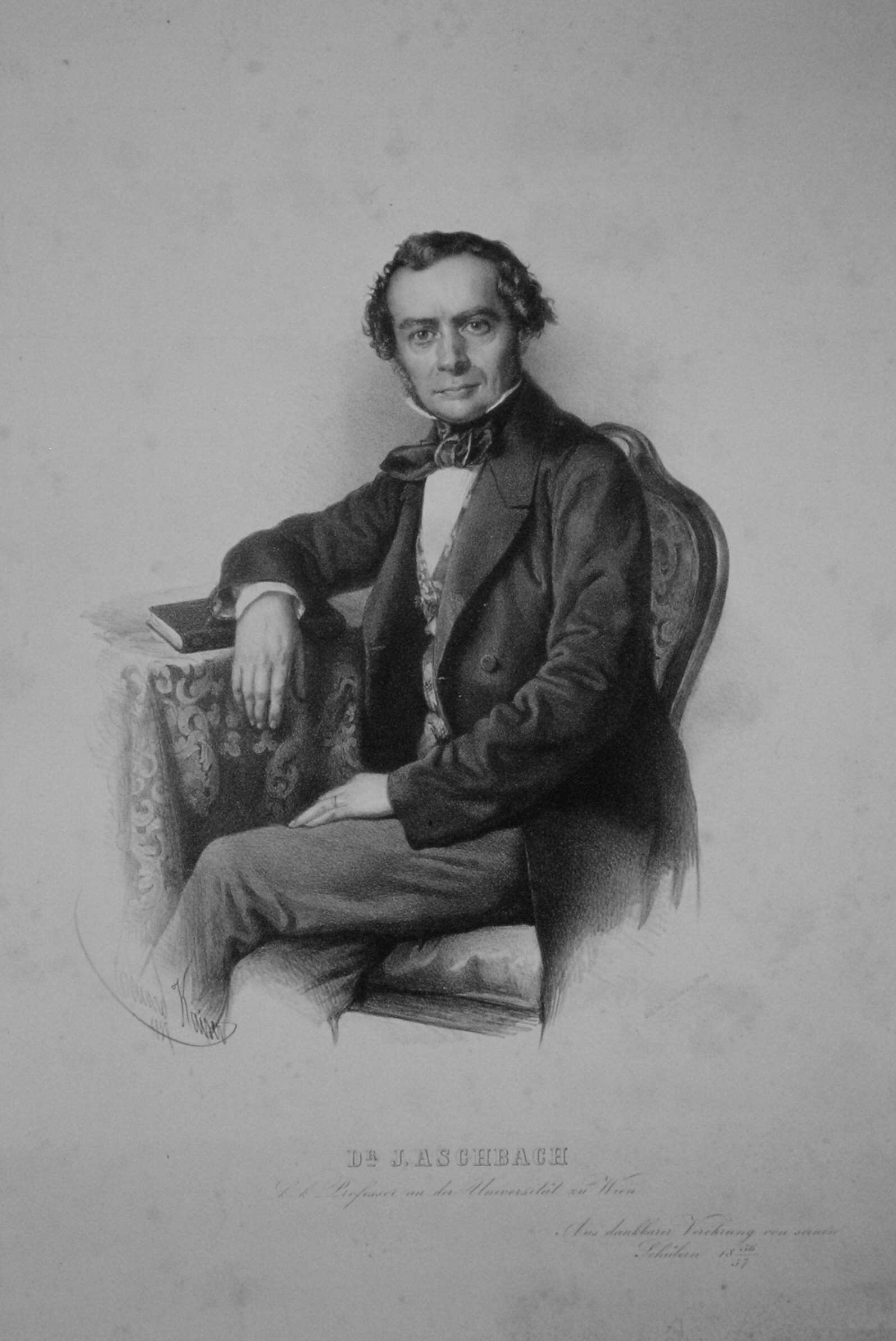
Josef Aschbach, Lithographie von Eduard Kaiser, 1857

Joseph Aschbach, ab 1870 Ritter von Aschbach (* 29. April 1801 in Höchst am Main; † 25. April 1882 in Wien) war ein deutscher Historiker. Er war Gymnasiallehrer in Frankfurt am Main und danach Universitätsprofessor in Bonn sowie in Wien. Seine materialreiche dreibändige Geschichte der Wiener Universität wird noch heute verwendet.

## Leben
Joseph Aschbach war der Sohn eines Nudelfabrikanten; sein Bruder war der Jurist Gerhard Adolf Aschbach.
Er begann 1819 an der Universität Heidelberg ein Studium der Theologie und Philosophie. Beeinflusst durch den Historiker Friedrich Christoph Schlosser wandte er sich aber bald der Geschichte zu. Zwischen 1823 und 1842 wirkte Aschbach als Lehrer für Geschichte und alte Sprachen an der katholischen Selektenschule in Frankfurt am Main. 1824 war er Mitbegründer des Physikalischen Vereins. Im Herbst 1842 nahm er einen Ruf als Professor für Geschichte an die Universität Bonn an und ging 1853 in gleicher Eigenschaft an die Universität Wien. Dort berief man ihn auch zum Ordinarius des historischen Seminars. Als solcher wirkte er zu seiner Emeritierung im Jahre 1872. 1856 nahm die Österreichische Akademie der Wissenschaften Aschbach als Mitglied auf, 1870 erhob ihn Kaiser Franz Joseph I. in den erblichen österreichischen Ritterstand. Vier Tage vor seinem 81. Geburtstag starb Joseph Aschbach am 25. April 1882 in Wien.

## Forschungen
In seiner Geschichte der Westgoten (1827) klärte er einen bis dahin dunklen Abschnitt der Geschichte auf. Es folgten Werke über die Omajjaden in Spanien (1829–30), die Almorawiden und Almohaden (1833–37) und die Heruler und Gepiden (1835). Für seine auf Anregung Johann Friedrich Böhmers entstandene Geschichte Kaiser Sigismunds (1838–45) wertete er die umfangreichen reichsgeschichtlichen Quellen des Frankfurter Stadtarchivs aus; das Werk gilt heute noch als grundlegend.
Außerdem verfasste er aus bisher wenig benutzten archivalischen Quellen die Urkundliche Geschichte der Grafen von Wertheim (1843), welches Werk zur Aufklärung über die fränkischen Adelsgeschlechter im Mittelalter einen höchst wichtigen Beitrag lieferte. Das von ihm herausgegebene Allgemeine Kirchenlexikon (1846–1850) behandelte ohne konfessionelle Polemik das Wissenswürdigste aus der gesamten Theologie und ihren Hilfswissenschaften.
Ab 1865 veröffentlichte Aschbach die Geschichte der Wiener Universität als Festschrift zu ihrer 500-jährigen Gründungsfeier. Bei seiner Verwertung umfangreichen Quellenmaterials unterliefen Aschbach zahlreiche Fehler, worauf Franz Graf-Stuhlhofer hinwies. Im Hinblick auf Band 1 versuchte der Archivar Karl Schrauf Flüchtigkeitsfehler durch den damaligen Zeitdruck zu entschuldigen.
Großes Aufsehen erregte Aschbachs Schrift Roswitha und Konrad Celtes, worin er nachzuweisen suchte, dass der bisher allgemein der Roswitha von Gandersheim zugeschriebene Panegyrikus auf Kaiser Otto den Großen nicht deren Werk, sondern ein Gedicht des Konrad Celtes, also aus dem 16. Jahrhundert, sei. Jedoch wurde diese Ansicht durch die Historiker Rudolf Köpke und Georg Waitz als eine unhaltbare Hypothese erwiesen.
Ihm zu Ehren wurde 1961 in Wien-Liesing (23. Bezirk) die Aschbachgasse benannt.

## Schriften (Auswahl)
- Dissertatio De Theopompo Chio historico, Frankfurt 1823 (Digitalisat)
- Geschichte der Westgoten, Frankfurt 1827 (Digitalisat)
- Geschichte der Omajjaden in Spanien, 2 Bände, Frankfurt 1829–1830, Neuauflage Wien 1860
  - Band I (1829, Digitalisat)
- Geschichte Spaniens und Portugals zur Zeit der Herrschaft der Almorawiden und Almohaden, 2 Bände, Frankfurt 1833–1837
- Geschichte der Heruler und Gepiden, Frankfurt 1835 (Digitalisat)
- Geschichte Kaiser Sigmund’s, 4 Bände, Hamburg 1838–1845
- Geschichte der Grafen von Wertheim von den ältesten Zeiten bis zu ihrem Erlöschen im Mannesstamme im Jahre 1556.
  - Teil I  Mit vier Abbildungen und einer Tabelle. Frankfurt am Main 1843 (Digitalisat).
  - Teil II: Wertheimisches Urkundenbuch. Mit zwölf Wappen- und Siegeltafeln. Frankfurt am Main 1843 (Digitalisat).
- Allgemeines Kirchenlexikon (Herausgeberschaft), 4 Bände, Frankfurt 1846–1850
- Geschichte der Wiener Universität, 3 Bände, Wien 1865/1877/postum 1888 (Digitalisate: Band 1, Band 2, Band 3,Nachträge zum dritten Bande)(eBooks on Demand); Band 3: Die Wiener Universität und ihre Gelehrten 1520 bis 1565 auch als Neudruck: Farnborough, Hants, Gregg, 1967 (Digitalisierte Ausgabe der Universitäts- und Landesbibliothek Düsseldorf)
- Roswitha und Konrad Celtes (Sitzungsberichte der Kaiserlichen Akademie der Wissenschaften in Wien, Philosophisch-Historische Classe; 56,1). Wien 1867; erweiterte 2. Auflage: Wilhelm Braumüller, Wien 1868.